# Sztilianósz Arjirópulosz
Sztilianósz "Sztéliosz" Arjirópulosz Kanakákisz (görögül: Στυλιανός Αργυρόπουλος Κανακάκης) (Athén, 1996. augusztus 2. ― ) olimpiai- és világbajnoki ezüstérmes görög válogatott vízilabdázó, a Ferencvárosi TC játékosa center poszton.

## Sportpályafutása
2017-ben az Olimbiakósz együtteséhez igazolt, mellyel két alkalommal is Bajnokok ligája-döntőt játszott: 2018-ban arany-, egy évvel később pedig ezüstéremmel zárta a versenysorozatot. 2021 és 2022 között a horvát Jug Dubrovnikban játszott, majd a magyar bajnok Ferencvároshoz szerződött. A görög válogatott tagjaként 2021-ben bronzérmes lett a világliga szuperdöntőjében, majd ugyanebben az évben olimpiai ezüstérmet, 2022-ben világbajnoki bronzérmet, a 2023-as világtornán pedig ezüstérmet szerzett. A 2020-as nyári olimpiai bajnokságon beválasztották a torna álomcsapatába.

## Eredményei

### Klubcsapattal

#### Olimbiakósz
- Görög bajnokság
  - Aranyérmes: 2018, 2019, 2020, 2021
- Görög kupa
  - Aranyérmes: 2018, 2019, 2020, 2021
- Görög szuperkupa
  - Aranyérmes: 2018, 2019, 2020
- Bajnokok ligája
  - Aranyérmes: 2018
  - Ezüstérmes: 2019

#### Jug Dubrovnik
- Horvát bajnokság
  - Aranyérmes: 2022

#### Ferencvárosi TC
- Magyar bajnokság
  - Aranyérmes: 2023, 2024, 2025
- Magyar kupa
  - Aranyérmes: 2022, 2023, 2024
- Bajnokok ligája
  - Aranyérmes: 2024, 2025
- LEN-szuperkupa
  - győztes: 2024[1]

### Válogatottal

#### Görögország
- Olimpiai játékok
  - Ezüstérmes (Tokió, 2020)
- Világbajnokság: 
  - Ezüstérmes (Fukuoka, 2023)
  - Bronzérmes (Budapest, 2022; Szingapúr, 2025)
  - 4. hely (Budapest, 2017)
  - 7. hely (Kvangdzsu, 2019
- Európa-bajnokság: 
  - 5. hely (Barcelona, 2018; Split, 2022)
  - 7. hely (Budapest, 2020)
- Világliga
  - Bronzérmes (Tbiliszi, 2020)